# 客家山歌
客家山歌（客語白話字：Hak-kâ sân-kô）是一種山歌，是客家文化的精髓之一，主要流行于廣東、福建、江西、新加坡、馬來西亞、臺灣等地的客家人当中，主要靠口頭創作，随意而出，是客家音樂的代表。
客家山歌被稱為有詩經遺風的天籟之音，起自唐代，至今已有一千多年的歷史，主要流傳于梅州等客家人聚居地。在古代，詩詞是可以吟唱的，客家山歌的基本結構如七言律詩，一般為七言四句。
山歌之所以風行於客家地區，是因為客家人多分佈於華東南各省山區，客家男女自古在山野田間勞作，在長期的辛苦勞作中為表達情意，或宣泄情緒，逐漸形成了朗朗上口的曲子。同時，舊時客家地區沒有其他較為完備而普遍的民衆娛樂方式，故唱山歌這種大衆化的娛樂受到了客家男女的喜愛。此外，在客家社會裏，受到禮教嚴格束縛的人們到了山間就好像精神得到了解放，久而久之，唱山歌便成了客家人表達輕鬆愉悅情緒的一種重要方式。
其歌詞形式多為七字仔，講求平仄、押韻，但並非全部的字都嚴格要求平仄。特色是即興、融合客家人生活題材且擅用隱喻與雙關。

## 客家山歌的种类
客家山歌大致可分为下列三种：一是属于自我陶醉或自我发泄，唱时未必有互动对象，如单独一人随口哼唱几句以调剂心情；二是属于男女间的调情，这是客家山歌的主要部分；三是属于戏谑的歌谣，即男女之一方以戏谑的态度向对方吟唱山歌，对方如有反应则回吟山歌，相互调侃或讥讽对方。
清代客家人到番邦打工，唱的歌通稱「過番歌」，通常為男女朋友或夫妻互唱，流傳較廣的句子例如有「郎在番邦妹在唐，两人共天各一方；妹在唐山无双对，郎在番邦打流浪」。

## 特色
客家山歌题材广泛，意境较为含蓄且耐人寻味。通常把无形的思想情感化为各种艺术形象，善用比兴手法，尤以双关见长，语言生动而通俗，语调押韵。:46
客家山歌还有较强的艺术想象力。在客家山歌中，万事万物都是有感情和生命的，歌词文体往往抒情与叙事相交融。:46-47

## 九腔十八調
一般認為客家山歌之「九腔十八調」為虛詞，代表其腔、調眾多，實際上的曲調遠遠不止十八種，可能是較無特色因而失傳。另有一說認為九腔十八調係指客家三腳採茶戲之曲調。而在賴碧霞女士在她的著作《台灣客家民謠薪傳》一書中指出「九腔」指的是廣東省的九種口音（因鄉音的不同導致唱腔的差異），而「十八調」指的是歌謠中的十八種調子。

### 九腔
- 海陸腔
- 四縣腔
- 饒平腔
- 陸豐腔
- 梅州腔
- 松口腔
- 廣東腔
- 廣南腔
- 廣西腔

### 十八調
- 平板調
- 山歌仔調
- 老山歌調（又作「南風調」）
- 思戀歌調
- 病子歌調
- 十八模歌調
- 剪剪花調（又作「十二月古人調」）
- 初一朝調
- 桃花開調
- 上山採茶調
- 瓜子仁調
- 鬧五更調
- 送金釵調
- 打海棠調
- 苦力娘調
- 洗手巾調、賣酒調（又作「糶酒」）
- 桃花過渡調（又作「撐船歌調」）
- 繡香包調

## 各地的客家山歌

### 台灣
山歌在臺灣沿山客家聚落間非常普遍，從過去許多的文獻資料，例如羅香林、鍾肇政、鍾理和、鍾鐵民等的著作當中可以看到在上世紀初一直到20世紀六零年代，只要一進到客家地區就可以聽到从山林间传来的山歌聲。流傳的山歌，以老山歌、山歌子與平板調三種為最主要的調子。此三調之曲調固定，歌詞可隨意變化、即興創作。
1. 老山歌：是最古老的客家民謠，特色是唱腔非常悠長，又作「大山歌」、「過山調」。
  - 大門聲：為台灣南部獨有曲調。又作「吊高聲」。
  - 新民調：為台灣南部獨有曲調。六堆地區新民庄（今六龜區新威、新寮）的客家人因與原住民互有往來，受到原住民音樂影響所發展出的曲調。又作「番仔調」、「半山謠」。
2. 山歌子：從老山歌變化而來，又作「山歌指」。
3. 平板調：從老山歌及山歌子變化而來，又作「改良調」。

除了這三調之外，另有其他小調，如桃花開、思戀歌、十二月古人...等等。小調詞曲當中的歌詞以及襯字受到演唱者的個人特色會有所不同。以小調曲調另編新詞的新創作，為有別於傳統小調，稱之為創新小調。

### 新加坡
新加坡山歌在客家聚落間非常普遍，過去的客家會館幾乎都有山歌合唱團。1950年代还有演唱活动，曾在“快乐世界”连续举办过三晚的客家山歌比赛。此后，由于新加坡的发展，客家山歌一度销声匿迹。
2002年，应和会馆率先开办了客家歌唱班，其他客属会馆紧跟其后，2004年，茶阳（大埔）会馆主办第一届“客家歌谣观摩会”，至今已经到了第十二届“客家歌谣观摩会”。
早期山歌班沒有太多歌譜，有時會改編其他方言歌曲，像是把閩南語的〈愛拚才會贏〉改成客語演唱，有些則會赴中國廣東找客語老師拿原創歌譜，也有一些本地客家人嘗試自己譜曲寫詞。
在新加坡，傳統山歌的演唱以清唱为主，一般没有乐器伴奏，但近來各音乐社团演唱时有钢琴、电子琴、卡拉OK等伴奏，传统的清唱形式较少。

### 廣東梅縣
梅縣是廣東省東北部的客家人聚居，梅州市，被稱為「客家之都」。這裡的客家山歌以松口山歌為名，作為勞動人民的一種口頭文學，唱腔多樣，具有客家文化和鮮明的地方特色。松口山歌是一搭一唱，隨口對詞作為回應，所以通常都是對唱。

### 廣東龍川
龍川的客家山歌廣泛存在於山野農村，有很强的群眾基礎，幾乎上了年纪的老人都能夠對上幾段。近年来，每天傍晚，龍川縣城的長堤路一带都聚集着很多的老人，在自發的對唱山歌，俗稱「斗歌」。龍川還有一个山歌劇團很著名，多次在中國國内的一些客家山歌比賽上得獎。